# Otto Winkelmann (SS-Mitglied)

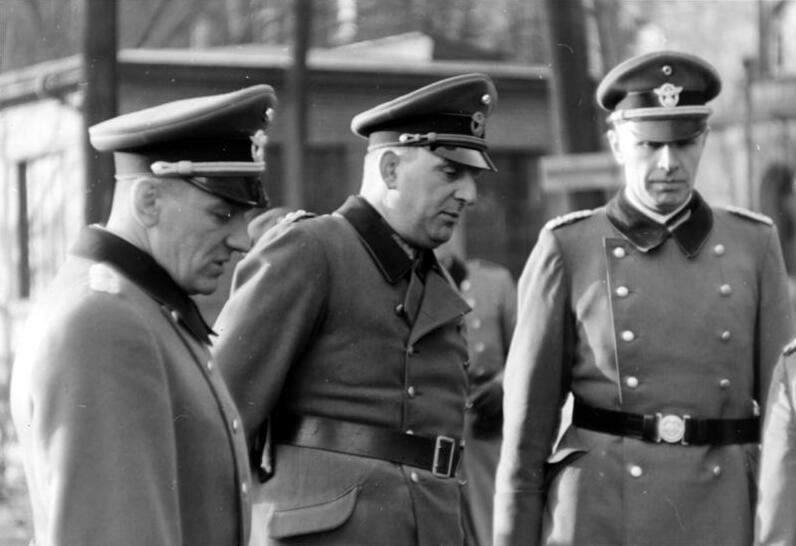
Otto Winkelmann (rechts) neben Kurt Daluege (1940)

Otto Winkelmann (* 10. September 1894 in Bordesholm; † 24. o. 25. September 1977 in Horn-Bad Meinberg) war ein deutscher Offizier, zuletzt im Range eines SS-Obergruppenführers, Generals der Waffen-SS und Polizei. Winkelmann war während des Zweiten Weltkrieges 1944 als Höherer SS- und Polizeiführer (HSSPF) in Ungarn am Holocaust an den ungarischen Juden beteiligt und kurzzeitig Stadtkommandant von Budapest beim Herannahen der Roten Armee. Nach Kriegsende war er in Ungarn für drei Jahre als Zeuge bei den NS-Prozessen inhaftiert. Nach seiner Rückkehr nach Deutschland wurde kein Verfahren gegen ihn eröffnet.

## Leben

### Herkunft und Beruf (1891–1932)
Otto Winkelmann wurde in der damaligen Kreisstadt Bordesholm (zwischen Kiel und Neumünster) als Sohn des Stadtverwaltungsdirektors Carl Friedrich Wilhelm Winkelmann geboren. Nach Abbruch eines Jurastudiums nahm Winkelmann 1914–18 als Soldat am Ersten Weltkrieg teil und wurde dabei mit dem Eisernen Kreuz I. und II. Klasse ausgezeichnet. Nach Kriegsende war er Angehöriger eines Freikorps. Er heiratete 1922; aus der Ehe gingen zwei Kinder hervor.
Im November 1919 trat Winkelmann als Berufsoffizier in den Polizeidienst ein. Noch im Dezember 1919 wurde er zum Oberleutnant der Polizei befördert, im Mai 1923 dann zum Hauptmann der Schutzpolizei. Ab 1930 war er Direktor der Stadtpolizei von Görlitz. Winkelmann trat im November 1932 – noch vor der „Machtergreifung“ – in die NSDAP (Mitgliedsnummer 1.373.131) ein.

### Polizeikarriere in der NS-Zeit (1933–1943)
Im Juni 1933 wurde Winkelmann zum Major der Schutzpolizei befördert, im Juni 1938 dann zum Oberstleutnant der Schutzpolizei. In die SS (SS-Nr. 308.238) wurde Winkelmann im September 1938 aufgenommen. Er wurde 1938 von Görlitz nach Berlin in das Hauptamt der Ordnungspolizei im Reichsinnenministerium versetzt, das ab September 1939 unter der Leitung von Kurt Daluege stand. Sein neuer Dienstgrad war SS-Obersturmbannführer, das entsprach dem Oberstleutnant.
Im Frühjahr 1940 wurde Winkelmann zum SS-Standartenführer und Oberst der Schutzpolizei befördert, im Dezember 1940 dann zum Chef des Amtsgruppenkommandos I im Hauptamt der Ordnungspolizei ernannt. Damit war Daluege sein direkter Vorgesetzter. Im Dezember 1941 erreichte Winkelmann als Generalmajor der Polizei den ersten Generalsrang, im August 1942 wurde er zum Generalleutnant der Polizei weiterbefördert. Im November 1942 wurde Winkelmann zum SS-Gruppenführer befördert und zum Nachfolger von Generalleutnant Adolf von Bomhard als Chef des Kommandoamtes berufen. Damit war Winkelmann als Stabschef im Hauptamt Ordnungspolizei der zweite Mann hinter Daluege. Er behielt diesen Posten bis zu seiner Versetzung nach Ungarn im März 1944, wobei ab August 1943 sein Chef wechselte: auf den aus gesundheitlichen Gründen ausscheidenden Daluege folgte General Alfred Wünnenberg (1891–1963).

### Einsatz in Ungarn (1944–1945)
Am 19. März 1944 wurde Ungarn durch deutsche Truppen besetzt (Operation Margarethe). Mit Führererlass vom 19. März 1944 ernannte Hitler den deutschen Gesandten in Ungarn, Edmund Veesenmayer, zum „Bevollmächtigten des Großdeutschen Reichs“ (Reichsbevollmächtigter) und Otto Winkelmann zum Höheren SS- und Polizeiführer (HSSPF) von Ungarn.

„Zivile deutsche Stellen irgendwelcher Art, die in Ungarn tätig werden sollen, sind nur im Einvernehmen mit dem Reichsbevollmächtigten einzurichten, sind ihm unterstellt und üben ihre Tätigkeit nach seinen Weisungen aus. Für die mit deutschen Kräften in Ungarn durchzuführenden Aufgaben der SS und Polizei, insbesondere für die polizeilichen Aufgaben auf dem Gebiet der Judenfrage, tritt zu dem Stab des Reichsbevollmächtigten ein Höherer SS- und Polizeiführer, der nach seinen politischen Weisungen handelt.“

Das dienstliche Verhältnis zwischen Winkelmann und Veesenmayer – Unterstellung von Winkelmann unter Veesenmayer oder gleichberechtigtes Zusammenwirken für verschiedene Aspekte der deutschen Besatzung – war während der gemeinsamen Dienstzeit in Ungarn umstritten; es entwickelte sich ein Konkurrenzkampf, der sich zur persönlichen Feindschaft zwischen den beiden auswuchs. Die Feindschaft sollte sich während der juristischen Aufarbeitung nach dem Krieg fortsetzen, beide belasteten sich gegenseitig schwer und „schreckten nicht vor Lügen zurück“.
Winkelmann war direkter Vorgesetzter von SS-Oberführer Hans-Ulrich Geschke, der in Ungarn die Sicherheitspolizei und den Sicherheitsdienst leitete und als Auftakt der Deportation der ungarischen Juden 200 Menschen mit jüdisch klingendem Namen aus dem Telefonbuch aussuchte und verhaften ließ. Geschke unterstand wiederum formell das Sondereinsatzkommando Eichmann, das die Deportation der ungarischen Juden in Vernichtungslager betrieb. Obwohl das Sondereinsatzkommando damit in direkter Linie Winkelmann unterstand, erhielt Adolf Eichmann seine Weisungen in Sachfragen direkt von Kaltenbrunner und Müller aus dem Reichssicherheitshauptamt. Diese Konstellation war später während der juristischen Aufarbeitung der NS-Taten in der Bundesrepublik Hauptverteidigungsstrategie von Winkelmann und Veesenmayer, um die eigene Mitverantwortung am Holocaust der ungarischen Juden abzustreiten.
Winkelmann war maßgeblich an der Absetzung von Ungarns Staatsoberhaupt Miklós Horthy beteiligt. Nachdem die interimistische Militärregierung unter Premierminister Géza Lakatos Ende August 1944 die Deportation der ungarischen Juden gestoppt hatte, entführte eine deutsche Kommandoeinheit unter Führung des seit August 1944 in Ungarn anwesenden Otto Skorzeny im „Unternehmen Panzerfaust“ am 15. Oktober 1944 Horthys gleichnamigen Sohn Miklós Horthy Jr. (1907–1993), um Lakatos zu stürzen. Daraufhin gab Horthy am Rundfunk eine Waffenstillstandserklärung für Ungarn ab, worauf er am 16. Oktober von Skorzeny festgenommen wurde. Auf Initiative Winkelmanns wurde schließlich der Pfeilkreuzler Ferenc Szálasi zum neuen Staatsoberhaupt in Ungarn.
Am 1. Dezember 1944 erklärte Hitler per Befehl Budapest zu einer Festung; zum Stadtkommandanten ernannte er SS-Obergruppenführer Winkelmann. Damit unterstanden Winkelmann das IX. SS-Gebirgskorps unter dem Befehl von Pfeffer-Wildenbruch sowie das III. Panzerkorps der Wehrmacht. Schon nach vier Tagen – am 5. Dezember 1944 – war Winkelmann zum Rücktritt als Stadtkommandant gezwungen, da er die Aufgabe des Pester Brückenkopfes empfohlen hatte, was Hitler strikt ablehnte. Neuer Stadtkommandant wurde Pfeffer-Wildenbruch, der diesen Posten auch in der kommenden Schlacht um Budapest innehaben sollte.

### Nachkriegszeit und juristische Aufarbeitung (1945–1977)
Winkelmann geriet am 1. Mai 1945 in amerikanische Kriegsgefangenschaft, aus der er am 27. Oktober 1945 nach Ungarn überstellt wurde. Von dort hatte ihn die ungarische Staatsanwaltschaft als Zeugen für die NS-Prozesse gegen Ferenc Szálasi, Emil Kovarcz, Béla Imrédy und Franz Basch angefordert. Am 10. April 1946 stellte der ungarische Justizminister bei Generalmajor William S. Key, dem höchsten US-Vertreter in der Alliierten Kontrollkommission für Ungarn, den Antrag auf Auslieferung von Veesenmayer und Winkelmann, um diesen als Kriegsverbrecher den Prozess in Ungarn zu machen. Dem Antrag gaben die amerikanischen Behörden jedoch nicht nach, sondern setzten im September 1948 die Rücküberstellung Winkelmanns nach Deutschland durch, wo er freigelassen wurde.
Nach seiner Rückkehr nach Deutschland nahm Winkelmann seinen Wohnsitz in seinem Heimatort Bordesholm. Für die CDU wurde Winkelmann im April 1955 in die Ratsversammlung – das Kommunalparlament von Kiel – gewählt. Er war Direktkandidat im Wahlkreis 26 und als Angehöriger des Kieler Blocks (CDU, FDP, SHB und GB/BHE) Mitglied in mehreren Ausschüssen der Ratsversammlung. Gleichzeitig war Winkelmann Stellv. Bürgermeister und Mitglied der Gemeindevertretung von Bordesholm, geführt als „Poliz. General a.D“. Anfang 1958 zog Winkelmann aus Kiel in den Vorort Schulensee und schied damit im Februar 1958 vor Ende der Legislaturperiode als Ratsherr aus. Im Mai 1961 wurde er in Deutschland als Zeuge im Eichmann-Prozess vernommen. 1961 ging Winkelmann als „Polizeioberst“ in Pension. Mit Hinweis auf Deportierung und Ermordung ungarischer Juden wurde er zusammen mit 1.800 Wirtschaftsführern, Politikern und führenden Beamten der Bundesrepublik im 1968 veröffentlichten Braunbuch der DDR aufgelistet.